# Bogdan Straton
Bogdan Straton (n. 23 august, 1983, Iași) este un fotbalist român care a jucat pentru clubul CSMS Iași pe postul de fundaș.